# Restaurant
En restaurant eller spisested (inkl. drikkested) er et sted, der mod betaling serverer mad og drikke. Kunderne betaler før eller efter måltidet. Måltidet spises generelt på stedet, men mange restauranter tilbyder også take-out og levering. Restauranter varierer meget i udformning og udbud af madkulturer og betjeningsmodeller.
Selv om kroer og tavernaer er kendt siden antikken, så er de beregnet på rejsende, og lokale ville sjældent spise der. Moderne restauranter er med specielle retter, der bestilles af kunder og tilberedes efter deres ønske. Den moderne restaurant har sin oprindelse i det 18. århundredes Frankrig, selv om forløbere kan spores tilbage til Romerriget.
En restaurants indehaver kaldes for en restauratør; ordet kommer af det franske udsagnsord restaurer, der betyder at genskabe. Professionelle håndværkere udi kogekunsten kaldes for kokke.

## Historie
Et offentligt foretagende som mindede om en restaurant berettes der om i en optegnelse fra 512 fvt. i Det gamle Egypten. Spisestedet serverede kun én madret; en tallerken med korn, vildt fjerkræ og løg.
En forløber til den moderne restaurant er et thermopolium, et foretagende i Oldtidens Grækenland og Antikkens Rom, som solgte og serverede klar-til-at-spise mad og drikke. Disse foretagender er blevet sammenlignet med moderne fastfoodrestauranter. De blev ofte frekventeret af folk som ikke havde private køkkener. I det Romerske Imperium blev de populære blandt byboerne i insulae.
I Pompeji, 158 er thermopolia med serviceskranker blevet identificeret over hele byen. Thermopolia var koncentreret langs byens hovedakse og ved offentlige steder.
Romerne havde også popina, en vinbar, som udover et udvalg af vine, tilbød et begrænset udvalg af simpelt mad; såsom oliven, brød, ost, stuvninger, pølser og grød. Popinae var kendt som steder hvor plebejer socialiserede. Nogle Popinae havde kun rum med ståpladser, andre havde borde og stole og nogle få andre havde endda sofaer.
En anden tidlig forløber for restauranten var kroen. Kroer var spredt udover den antikke verden, langs med veje for at tilbyde mad og logi til folk som rejste mellem byer. Måltider blev typisk serveret ved et fællesbord til gæster. Men der var ingen menu eller andre muligheder at vælge imellem.
Efter den franske revolution blev herskabskokkene arbejdsløse og fandt på at åbne restauranter for folket.
Michelin guiden kan anerkende restauranter og tildele dem op til tre stjerner.

## Restauranttyper

### Fastfood-restauranter
Fastfoodrestauranter serverer fastfood og tilbyder minimal bordbetjening.

### Fast casual
Fast casual-restauranter serverer fastfood af lidt højere kvalitet.

### Casual
Casual-restauranter har i modsætning til fastfood-restauranter bestik og maden bliver serveret ved bordet.

### Fine restauranter
På fine restauranter bestilles og serveres delikat mad ved bordet. Deres vinkort kan rumme flere end 50 fortræffelige vine. Indretningen i disse restauranter er lavet for at skabe "atmosfære". De har faguddannede tjenere i passende tøj og et køkken med friske råvarer tilberedt af friske kokke.

## Andre restauranttyper

### Café
En café tilbyder flere varme retter og sandwicher og specialiserer sig i kaffe.

### Cafeteria
Et cafeteria serverer færdiglavet mad, der hentes og betales ved kassen. Der kan være servering ved bordet.

### Pub
I Storbritannien og Irland findes endnu mange pubber, som er barer med et begrænset udvalg af mad, hvis der overhovedet serveres fast føde. Pubber af den type er spredt til det meste af verden.

### Pop Up
En midlertidig restaurant, der dukker op i forbindelse med festivaler og andet. De kan oprettes af kokke og private. Danske pop up restauranter findes i København og hos private på Bornholm. Under Folkemødet i Allinge i juni styres de af stjernekokken Sune Rasborg. Han vandt en national tv-konkurrence foran Nikolaj Nørregaard (Kadeau), Mikkel Marschall (Sol over Gudhjem), Frederik Bille Brahe (Melsted Badehotel) og Jan Gildam (tv). Rasborg modtog KulturBornholms gastronomipris 2013).

### Bistro
En Bistro (af russisk: hurtigt) er en restaurant med billig mad i beskedne omgivelser. Bistroer er blevet meget populære blandt turister, der især i Paris skal passe på, at priserne svarer til de ydmyge omgivelser. Andre er så gode, at der er kø, når de åbner. Der kan sjældent bestilles bord.

### Diner
En diner er en restaurant hovedsagelig udbredt i USA, hvor der serveres traditionel enkel amerikansk mad til billige priser. Antallet af diner er faldende; de første er fredede.